# Sayuri, die Stripperin
Sayuri, die Stripperin (jap. 一条さゆり 濡れた欲情, Ichijō Sayuri: Nureta yokujō, dt. etwa: „Sayuri Ichijō – Feuchte Erregung“) ist ein japanischer Sexploitationfilm von Regisseur Tatsumi Kumashiro aus dem Jahr 1972, der auch das Drehbuch schrieb. Die Produktion des Erotikfilms übernahmen die seit den 1970er-Jahren auf Pinku eiga spezialisierten Nikkatsu-Studios, die ihren Regisseuren weitestgehend künstlerische Freiheit ließen, sofern ihre Werke ein Minimum von vier Sexszenen pro Stunde enthielten und innerhalb kürzester Zeit, oftmals innerhalb einer Woche, zu niedrigen Produktionskosten herstellbar waren.
Der Genrefilm der seinerzeit einer strengen Regulierung der japanischen Zensur unterlag und weder Geschlechtsteile noch beispielsweise Schamhaare zeigen durfte, wurde vom Publikum und Kritikern gleichermaßen gelobt und avancierte zum Kultfilm in seiner Heimat. Des Weiteren prägte der mit dem renommierten Kinema-Jumpō-Preis prämierte Film entscheidend den weiteren Werdegang des Regisseurs und beeinflusste maßgeblich die japanische Sexploitationproduktion der folgenden Jahre. In der Hauptrolle der titelgebenden Stripperin spielte Japans damals bekannteste Darstellerin in sogenannten Tokudashi-Strip-Shows, Sayuri Ichijō, die wegen ihrer provokativen Auftritte ständig in den Schlagzeilen der sensationsorientierten Presse war.
Am 12. Oktober 2007 wurde der Spielfilm, dem keine Bewertung durch die Bundesprüfstelle für jugendgefährdende Medien voranging, in einer Fernsehpremiere auf dem deutsch/französischen Kulturkanal arte in Originalsprache mit deutschen Untertiteln ausgestrahlt. Am 18. April 2008 erfolgte die deutsche DVD-Erstauswertung unter dem Titel Wet Desire.

## Handlung
Die junge Harumi ist geradezu besessen davon, Japans erfolgreichste Stripperin zu werden. Eines Tages kommt sie nach Osaka, wo sie fortan mit allen ihr zur Verfügung stehenden Mitteln versucht, ihren einzigen Lebensmittelpunkt, Striptease und das zur Schau stellen, bedingungslos zu erreichen. In den beliebten Nachtclubs der Stadt arbeitet u. a. auch die berühmte Entkleidungskünstlerin Sayuri Ichijō, die regelrecht eine Kunstform des Strippens ausübt, jedoch kurz vor ihrem Karriereende steht; lediglich ein Urteil wegen „Erregung öffentlichen Ärgernisses durch Unsittlichkeit“ steht noch aus.
Harumi begegnet eines Tages der populären Sayuri, die sie offen bewundert und verehrt, doch diese beachtet sie nicht weiter, weist sie freundlich aber bestimmt ab. Das Verhalten ihres großen Vorbildes kränkt die jungen Konkurrentin Harumi zutiefst, und sie offenbart sich ihrem Geliebten, Daikichi, der zuvor nach fast dreijähriger Haft wegen Mordes frühzeitig entlassen wurde. Sie bittet ihren Freund, der sie mit Hingabe verehrt, Sayuri körperlichen Schaden zuzufügen, doch dieser schlägt ihre Bitte ab.
Als Sayuri kurze Zeit später ihren Showauftritt nicht wahrnimmt, sieht Harumi ihre große Chance gekommen. Gemeinsam mit Mari absolviert sie unter großem Beifall des Publikums eine Lesbenshow, wird jedoch nach ihrem Auftritt wegen Exhibitionismus und Unsittlichkeit verhaftet und gegen Zahlung von 30.000 Yen entlassen. Nach ihrer Freilassung kommt es zum Streit mit Mari. Harumi kündigt daher, sehr zum Unmut ihrer Partnerin und deren älterem Freund, die Zusammenarbeit auf. Der Streit eskaliert, es kommt zu Handgreiflichkeiten und Harumi stachelt ihren Geliebten Daikichi dazu auf, ihr beizustehen und ihre Ehre zu verteidigen. Daikichi sticht daraufhin auf Maris Freund ein und verletzt ihn am Bein. Zuvor drohte ihr Maris Freund, seine Beziehungen auszunutzen, damit sie keine Anstellung findet. Nachdem Daikichi inhaftiert wird, gibt sich Harumi dem Opfer der Messerattacke mit Arglosigkeit hin, um weiter als Nackttänzerin arbeiten zu können. Sie wird dessen Geliebte. 
Zwischendurch fällt das Urteil für Sayuri, die schuldig gesprochen und zu sechs Monaten Arbeitsstrafe verurteilt wird. Mit dem Richterspruch verkündet die bekannte Künstlerin auf einer medienwirksamen Pressekonferenz ihren Rücktritt, wirbt aber gleichzeitig für ihre dreitägige Abschiedsvorstellung, bei der auch Harumi mit einem Showact auftreten darf. Nach dem gefeierten Auftritt Sayuris stürmt die Polizei die Vorstellung und nimmt alle Damen außer Harumi in Gewahrsam, der es zuvor gelang, sich zu verstecken und somit der Staatsgewalt zu entgehen. Am Ende des Films sieht man Harumi mit ihrer eigenen Show und einer neuartigen Darbietung des weiblichen Orgasmus auf einer Bühne.

## Auszeichnungen
- 1973: Kinema-Jumpō-Preis in Tokio: Hiroko Isayama in der Kategorie „Beste Schauspielerin“ für ihre Rolle der Harumi
- 1973: Kinema-Jumpō-Preis in Tokio: Tatsumi Kumashiro in der Kategorie „Bestes Drehbuch“